# Briek Schotteplein
Het Briek Schotteplein is een plein gelegen in het Belgische Desselgem, een deelgemeente van de West-Vlaamse stad Waregem.
Het plein - sinds 2005 genoemd naar de tweevoudig wereldkampioen wielrennen Briek Schotte - ligt op de hoek van de Liebaardstraat en Meierie. Het werd aangelegd op de plaats van de afgebroken herberg De Melkerij en draagt een officieel naambord van de stad Waregem. Aan de gevel van de aanpalende woning hangt een foto van Schotte gemaakt door Stephan Vanfleteren.
Op het pleintje staan twee kunstwerken. Het eerste IJzeren Briek is van de hand van Johnny Behaeghe en refereert aan de vlasstreek. Het tweede is een bronzen borstbeeld van Yvan Behaeghe. Een rustbank en infoborden vervolledigen het plein. 
Alhoewel Schotte niet in Desselgem was geboren liep hij er toch school, leerde er fietsen en reed hij er zijn eerste wedstrijd. Het is trouwens in dit dorp dat sinds 1941 jaarlijks de Grote Prijs Briek Schotte wielrennen wordt georganiseerd. Omwille van Briek Schotte was Desselgem het Dorp van de Ronde van Vlaanderen.